# Антиписарское восстание в Дагестане
Антиписарское восстание прошло в Дагестанской области Российской империи в 1913—1914 годах. Главной причиной стала негативная реакция населения на перевод делопроизводства с арабского на русский язык в контексте насильственной русификации горских народов. Это усугублялось ещё и тем, что содержать русскоязычных писарей приходилось самим людям. 
Чтобы восстание не перекинулось на весь Дагестан, царская администрация в итоге пошла на уступки и вернула арабоязычное делопроизводство.

## Причины
Утвердившись на Северном Кавказе, Российская империя постепенно отказалась даже от тех полулиберальных элементов политики в регионе, которые она позволяла себе в первое время после войны. Царская администрация на Кавказе, в частности в Дагестане, начала политику насильственной русификации населения.
Местные жители, особенно в горных районах, были бедны, в том числе из-за неурожайного года. Это привело к тому, что новость, что им придётся содержать новых писарей за 3600 рублей в год, люди встретили враждебно. Поэтому агитационная деятельность мусульманских лидеров, направленная против решения правительства, имела большой резонанс.
До реформы делопроизводство лежало на мусульманском духовенстве — муллах и кадиях. Они смогли убедить население, что после введения письмоводства на русском последуют и другие изменения: воинская повинность, отмена горских судов и адатного права, перепись населения с целью увеличения налогов и прочее. Ещё они предупреждали об опасности, якобы грозящей исламу, выделяющимся признаком чего, по их мнению, являлось притеснение арабского языка.

Военный губернатор Дагестана Сигизмунд Вольский сообщал:

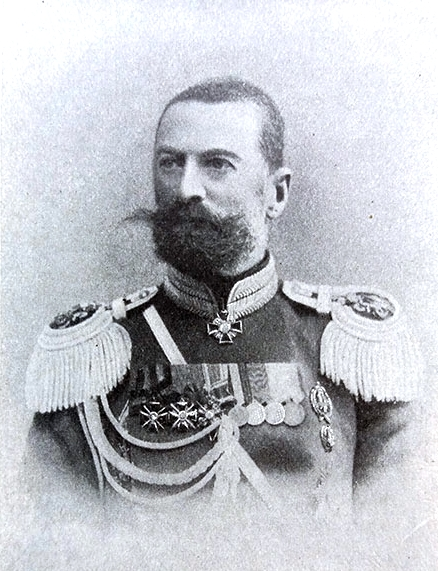
Сигизмунд Вольский, губернатор Дагестана

«Власть шейхов и мулл настолько сильна, что парализует вообще всякую попытку приобщить население к общему порядку государственной жизни, просветить его и сблизить с русскими интересами».

## Протест
Сначала недовольные прибегли к мирным методам противостояния, отправив в конце 1913 года депутацию к наместнику царя с требованием отменить реформу. Но они столкнулись с упорным сопротивлением колониальных властей.

В конце 1913 — начале 1914 годов в некоторых округах население открыто выступило против реформы, во многих горских аулах прошёл ряд выступлений. Жители Дженгутая побили начальника участка и писаря за то, что губернатор направил к ним милицию для наложения штрафа. В некоторых сёлах Гунибского и Аварского округов убили писарей. В январе—феврале 1914 года громкие выступления прошли в сёлах Хунзах, Гимры, Унцукуль, Дургели, Нижнее Казанище и других.
«Попытка усердной военно-народной администрации самодержавия ввести русских писарей в аулах для замены делопроизводства на арабском языке русским подняла целое восстание. Несколько десятков тысяч вооруженных горцев Нагорного Дагестана двинулись в Темир-Хан-Шуру, ультимативно требуя отмены этой русификаторской меры. Никакие военные угрозы не могли помочь».
Согласно показаниям начальника Койсубулинского участка Аварского округа, 12 марта утром молодёжь по барабанному бою собрала население и требовала идти в Шуру заявить губернатору протест против писарей. Часть жителей Унцукуля действительно отправилась в Шуру, где, как потом оказалось, собралось население и многих других сел, как Аварского, так и других округов. На следующий день около 6000 протестующих (по другим источникам — от 3 до 5 тысяч) выступили к Темир-Хан-Шуре с требованием или сослать их, или избавить их от русских писарей. Войска губернатора, встретив на окраине города горцев, остановили их. К вечеру они были вытеснены, а к следующему утру рассеяны.
В историографии СССР закрепилось, что восстание проходило под руководством местных революционных деятелей — Уллубия Буйнакского, Махача Дахадаева, Магомед-Мирзы Хизроева, Саида Габиева и других. В действительности же почти все они тогда были не в Дагестане и не имели возможности на что-либо влиять.
Антиписарскую агитацию вели местные представители духовенства — Сайпулла-кади из Ницовкра, Хицы из Нижнего Дженгутая, а также Нажмутдин Гоцинский.

## Итог
Волнения перекинулись на другие округа Дагестана. Царская администрация, сильно встревоженная упорным и организованным сопротивлением горцев, сначала отказалась от насильственного проведения реформы, а затем и вовсе отменила её.
Реформа была отменена, но тем не менее из 168 сельских обществ Дагестанской области в 77 в конечном итоге было переведено письмоводство на русский язык.
За поддержку восстания Сайпулла-кади Башларов был сослан в Саратовскую (по другим сведениям — Казанскую) губернию сроком на два года.